# 善述围
24°26′19″N 115°37′54″E / 24.43861°N 115.63167°E
善述围位于中国广东省兴宁市罗岗镇柿子坪村，是一座袁氏家族居住的客家四角楼，2009年被列为兴宁市文物保护单位，2010年被列为广东省文物保护单位。
善述围始建于清光绪十年（1884年），由罗岗袁氏十八世祖述初兴建。善述围坐西北朝东南，为四堂四横四角楼围屋，面阔74.1米，进深49.1米，占地面积3638平方米。全屋共有20厅、25天井、354间。外墙为三合土夯筑，内墙基为三合土夯筑，上为土、砖、木结构。